# Lucy Turmel
Lucy Turmel (* 24. September 1999 in Ipswich) ist eine englische Squashspielerin. 

## Karriere
Lucy Turmel begann ihre professionelle Karriere im Jahr 2017 und gewann bislang sechs Titel auf der PSA World Tour. Ihre höchste Platzierung in der Weltrangliste erreichte sie mit Rang 20 im April 2022. Im Einzel stand sie bei Europameisterschaften 2017 und 2018 im Hauptfeld und erreichte beide Male das Viertelfinale. Mit der englischen Nationalmannschaft gelang ihr 2022 der Titelgewinn bei den Europameisterschaften. Diesen Titel verteidigte sie 2023 mit der Mannschaft. 2022 und 2024 gehörte sie außerdem zum englischen Kader der Weltmeisterschaften.

## Erfolge
- Europameisterin mit der Mannschaft: 2022, 2023
- Gewonnene PSA-Titel: 6